# Tomoko Ohta
Tomoko Ohta (Miyoshi, 7 de septiembre de 1933) es una científica japonesa que trabaja en la genética de poblaciones y evolución molecular. Junto a Richard Lewontin recibió en 2015 el Premio Crafoord por sus análisis pioneros y contribuciones fundamentales para la comprensión del polimorfismo genético.

## Biografía
Ohta se graduó en el Departamento de Agricultura de la Universidad de Tokio en 1956. Trabajó en una editorial antes de ser contratada por el Instituto Kihara de Investigación Biológica. Allí su trabajo se centró en la citogenética del trigo y la remolacha azucarera. En 1962 tuvo una oportunidad, proporcionada por Hitoshi Kihara, para estudiar en los Estados Unidos. Mientras era estudiante de posgrado en la Escuela de Graduados de la Universidad Estatal de Carolina del Norte, cambió su enfoque de estudio de posgrado de citogenética vegetal a la genética de poblaciones, con la ayuda de su asesor, Ken-Ichi Kojima, de quien eventualmente se convirtió en estudiante. Ella ayudó a Kojima a trabajar en problemas de genética de poblaciones estocásticas. Obtuvo su Ph.D. por la Universidad Estatal de Carolina del Norte en 1966. Debido a que había estudiado en el extranjero como estudiante del programa Fulbright, solo pudo quedarse en los Estados Unidos para terminar su doctorado.
Al regresar a Japón, Ohta trabajó bajo la orden de Motoo Kimura, que era el único genetista de poblaciones teórico en Japón en ese momento. Después de trabajar en la teoría neutral de la evolución con su mentor Kimura, se convenció de que las mutaciones casi neutrales, ni deletéreas ni completamente neutrales, desempeñaban un papel importante en la evolución. Desarrolló un modelo levemente perjudicial en Ohta, en 1973, y luego una forma más general, con una teoría de la evolución casi neutral. Trabajó en el Instituto Nacional Japonés de Genética desde 1969 hasta 1996, y, en 2002, fue elegida miembra de la Academia Nacional de Ciencias de los Estados Unidos como asociada extranjera en biología evolutiva.